# Francisco de Biedma y Narváez
Francisco de Biedma y Narváez o bien Francisco de Viedma (Jaén, 11 de junio de 1737-Cochabamba, Virreinato del Río de la Plata, 28 de junio de 1809), marino español, explorador de la costa patagónica argentina y fundador de poblaciones en 1779. Fue gobernador de la nueva Intendencia de Cochabamba desde 1785.

## Biografía

### Explorador en Patagonia
Biedma formó parte de la expedición organizada por el virrey Juan José Vértiz y dirigida por Juan de la Piedra, cuya finalidad era la construcción de fuertes y colonias en el sector de las costas patagónicas.
La expedición partió de Montevideo el 15 de diciembre de 1778 y arribó el 7 de enero de 1779 en el golfo de San José, ubicado en la costa nórdica del istmo de la península de Valdés, parte meridional del gran golfo San Matías, en la costa patagónica argentina central. El jefe expedicionario, Juan de la Piedra, estableció una guarnición que dejó al mando de Biedma para que se encargase de la construcción de un poblado, llamado Fuerte de San José que duraría hasta 1810.
Llevó a cabo varios viajes de reconocimiento por la región comprendida entre la península Valdés y la desembocadura del río Negro.También protagonizó otras expediciones, destacando la realizada a la bahía de San Julián —en la costa de la actual Provincia de Santa Cruz— y con la información obtenida en este viaje, redactó su informe titulado: 

«Descripción de la costa meridional del sur, llamada vulgarmente patagónica».

#### Fundador de Viedma y Carmen de Patagones

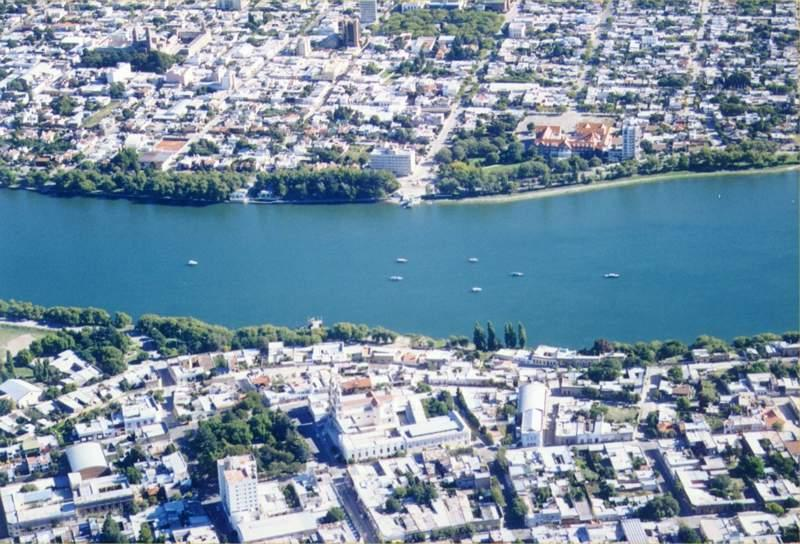
Vista aérea de Viedma y Carmen de Patagones.

Francisco Biedma, junto con el marino y explorador español Basilio Villarino, ordenó la construcción de un fuerte entre el 22 y 23 de abril de 1779, en el margen derecha del río Negro, al que dio por nombre Mercedes de Patagones. La crecida y desbordamiento del río en junio de ese año provocó el traslado del fuerte, aunque no del pueblo surgido a su alrededor, a la margen izquierda, donde el terreno era más elevado; el nuevo fuerte se llamó Carmen de Patagones. Así, surgieron en la desembocadura del río Negro dos poblaciones con nombre parecido. El 21 de octubre de 1878 el primer gobernador de la Patagonia, Álvaro Barros, determinó que Mercedes pase a designarse Viedma en memoria del ilustre marino.

### Gobernador de Cochabamba
En junio de 1785, fue nombrado gobernador de la nueva Intendencia de Cochabamba que incluía a la de Santa Cruz de la Sierra. En la ciudad de Cochabamba fue a donde falleció y en donde se encuentra actualmente su sepulcro.